# Молдова (река)
Вижте пояснителната страница за други значения на Молдова.
Молдова (на румънски: Moldova) е река в Румъния (окръзи Сучава, Яш и Нямц), десен приток на Сирет (ляв приток на Дунав). Дължина 213 km. Площ на водосбарния басейн 4299 km².
Река Молдова се образува на 978 m н.в. от сливането на двете съставяши я реки Лучина (лява съставяща) и Лукава (дясна съставяща), водещи началото си от североизточния склон на Източните Карпати, при село Молдова Сулица, в северозападната част на окръг Сучава в Румъния. В горното си течение протича в тясна и дълбока планинска долина, в началото на юг, а след това на изток между масивите Обчини на север и Бистрица и Стънишоара на юг. В района на град Гура Хуморулуй излиза от планините и тече в югоизточна посока през хълмисти местности в широка 3 – 5 km долина. Влива се отдясно в река Сирет (ляв приток на Дунав), на 178 m н.в., на 2,5 km югоизточно от град Роман, в източната част на окръг Нямц.
На югозапад водосборният басейн на Молдова граничи с водосборните басейни на реките Бистрица и други по-малки десни притоци на Сирет, а на север и североизток – с водосборните басейни на реките Сучава, Шомузу Маре и други по-малки десни притоци на Сирет. В тези си граници площта на водосборния басейн на реката възлиза на 4299 km² (9,78% от водосборния басейн на Сирет).
Основни притоци: Молдовица (48 km, 549 km², ляв); Нямц (59 km, 410 km², десен).
Подхранването на реката е смесено – дъждовно и снежно. Има ясно изразено пролетно пълноводие и лятно маловодие. През зимата замръзва за 2 – 3 месеца.
По течението на Молдова са разположени множество населени места: Къмпулунг Молдовенеск, Гура Хуморулуй (окръг Сучава); Роман (окръг Нямц).